# Lolli-Gambit
Das Lolli-Gambit, auch wildes Muzio-Gambit genannt, ist eine Eröffnungsvariante aus dem Schachspiel, die sich aus dem Königsspringergambit ergibt. 
Benannt wurde dieses Gambit nach dem italienischen Schachspieler Giambattista Lolli. 
Die Züge sind 
 1. e2–e4 e7–e5 
 2. f2–f4 e5xf4 
 3. Sg1–f3 g7–g5 
 4. Lf1–c4 g5–g4 
 5. Lc4xf7+ 
 Der ECO-Code ist C37. 
Zuerst wurde dieses Gambit von Gioachino Greco 1620 gespielt.  
Wegen 5. … Ke8xf7 6. Sf3–e5+ wird das schwarze Damenschach auf h4 des  Salvio-Gambit vermieden. Denn Kf7–e6 ist wegen 7. Dd1xg4+ Ke6xe5 8. d2–d4+ oder 8. Dg4–f5+ Ke5–d6 9. d2–d4 zu gefährlich. 
6. … Kf7–e8 7. Dd1xg4 Sg8–f6 8. Dg4xf4 d7–d6 ist die sicherste Erwiderung. 